# Alien (песня Джонаса Блу и Сабрины Карпентер)
«Alien» — песня, записанная американской певицей Сабриной Карпентер (Sabrina Carpenter) и британским диджеем и продюсером Джонасом Блу (Jonas Blue). Она была взята с японского издания дебютного альбома Blue и с альбома Карпентера Singular: Act I. Трек был написан Карпентером, Джейни Беннетт (Janee Bennett) и продюсером Blue. Песня была выпущена лейблом Hollywood Records 16 марта 2018 года. "Alien" описывает, каково это - потеряться в чьих-то чувствах и насколько это может быть отчуждающим. Песня заняла первое место в рейтинге Billboard Dance Club Songs. Это сопровождалось музыкальным клипом режиссера Карли Кассен, премьера которого состоялась на ее канале Vevo 29 марта 2018 года.

## Предыстория и запись
Идея песни возникла во время встречи двух артистов на выходных в Лондоне. По словам Сабрины, она описывает, каково это - потеряться в чьих-то чувствах и насколько это может быть отчуждающим, отсюда и название песни.

## Композиция и лирическая интерпретация
В музыкальном плане песня "Alien" длится две минуты и пятьдесят четыре секунды. В нотной записи "Alien" была написана с использованием 44 тактов в тональности си-бемоль минор в умеренном темпе 106 ударов в минуту. песня образом аккордовую последовательность из G♭maj7-это♭-Б♭М(add4)-это♭Сус в стихах и плотника вокальный диапазон простирается от самых низких отметить♭3 на высокой ноте Д♭5, дав песне одной октавы и три ноты диапазона.

## Музыкальные клипы
16 марта 2018 года на Spotify было впервые выпущено вертикальное музыкальное видео режиссера Александры Гавийе, а в неделе - на Vevo и YouTube 11 апреля 2018. Музыкальное видео было выпущено на Vevo и YouTube 30 марта 2018 года, режиссером выступила Карли Кассон.

## Кредиты и персонал

### Запись и менеджмент
- Мастеринг в студии Er change Mike Marsh Mastering (Девон, Англия)
- Seven Summits Music/Pink Mic Music, Universal Music Publishing Ltd, Universal Songs Of PolyGram Int., Inc.

### Персонал
- Сабрина Карпентер – ведущий вокал, автор песен
- Джейни Беннетт – автор песен
- Джонас Блю – автор песен, продюсирование, запись, сведение, аранжировка, программирование, вокал
- Майк Марш – вокал, мастеринг

Титры адаптированы по вкладышу Blue (японское издание).